# Тейлор, Джермен
Джермейн Тейлор (англ. Jermain Taylor; 11 августа 1978, Литл-Рок, Арканзас, США) — американский боксёр-профессионал, выступающий во второй средней весовой категории. Бронзовый призёр Олимпийских игр 2000. Абсолютный чемпион мира в средней весовой категории (2005). Чемпион мира по версии WBC (2005—2007), WBA (2005), IBF (2005; 2014), WBO (2005—2007) в средней весовой категории.

## Любительская карьера
1998 США Любительский легкий Чемпион в среднем весе.
Его результаты:
- Поражение Yamar Ресто по очкам
- Победил Филипп Молотильщик по очкам
- Победил Крис лордов по очкам
- Победил Энтони Хэншоу по очкам

Игры доброй воли 1998 бронзовый призёр свет в среднем весе в Нью-Йорке, США.
Его результаты :
- Победил Нуржан Smanov (Казахстан) 9-8
- Проиграл Gaydarbek Gaydarbekov (Россия) 9-13

Любительский Чемпионат США 1999 года на свет в среднем весе.
Его результаты :
- Победил Сантьяго Родригез wdq по 3
- Победил Питера Манфредо ТКО 2
- Проиграл Энтони Хэншоу по очкам

Чемпион страны 1999 «Золотые перчатки» на свет в среднем весе.
Его результаты :
- Победил Джейсон Аакер разделенным решением судей
- Победил Питера Манфредо-младшего по очкам
- Победил Дэвида Леал по очкам
- Победил Дориан Beaupierre по очкам
- Победил Энтони Хэншоу по очкам

Квалифицированные на свет в среднем на 2000 Олимпийские игры в Олимпийские игры в Тампе, штат Флорида.
Его результаты:
- Побежденный Фриц Робертс (Виргинские острова) ТКО 2
- Победил Луис Сьерра (Пуэрто-Рико) ТКО 3
- Победил Скотт Макинтош (Канада) по очкам
- Победил Хели Янес (Венесуэла) по очкам

Легкий средний бронзовый призёр представляющий Соединенные Штаты в 2000 Олимпийские игры в Сиднее, Австралия.
Его результаты:
- Победил Дмитрий Usagin (Болгария) ОСК 1
- Победил Скотт Макинтош (Канада) 23-9
- Победил Аднана Катик (Германия) 19-14
- Проиграл Ермахан Ибраимов (Казахстан) ОСК 4

## Профессиональная карьера
Дебютировал в январе 2001 года.

### 17 мая2003Джермен Тейлор —Николас Сервера
- Место проведения:  Петерсен Центр, Питтсбург, Пенсильвания, США
- Результат: Победа Тейлора техническим нокаутом в 4-м раунде в 10-раундовом бою.
- Статус: Рейтинговый бой
- Рефери: Рик Стайгеруолд
- Время: 2:37
- Вес: Тейлор 72,60 кг; Сервера 71,80 кг
- Трансляция: HBO BAD
- Счёт неофициального судьи: Харольд Ледерман (30—27 Тейлор).

В мае 2003 года Джермен Тейлор вышел на ринг против колумбийца Николаса Сервера. В начале 4-го раунде Тейлор пробил встречный левый хук в голову. Сервера рухнул на канвас. Колумбиец поднялся на счёт 8. Тейлор не форсировал события, боксируя на дистанции. В середине 4-го раунда в перестрелке Тейлор выбросил левый джеб в голову противника. Сервера не удержался на ногах и рухнул на пол. Он поднялся на счёт 3. После возобновления боя колумбиец пошёл в атаку и запер американца в углу. Тейлор в контратаке выбросил несколько ударов, и левым боковым в челюсть послал противника в 3-й нокдаун. Сервера встал на счёт 4, и шатаясь опёрся на канаты. Рефери досчитал до 8, и принял решение прекратить бой. Боксёр и его тренер были недовольны этим решением.

### 9 января2004Джермен Тейлор —Алекс Риос
- Место проведения:  Мохеган Сан Казино, Юнкасвилл, Коннектикут, США
- Результат: Победа Тейлора техническим нокаутом 1-м раунде в 10-раундовом бою.
- Статус: Рейтинговый бой
- Рефери: Дик Флахерти
- Время: 0:54
- Вес: Тейлор 74,60 кг; Риос 75,00 кг
- Трансляция: ESPN2

В январе 2004 года Тейлор вышел на ринг против Алекса Риоса. В начале 1-го раунда Тейлор провёл атаку по корпусу, а затем двойкой в голову отправил противника в тяжёлый нокаут. Риос лежал на канвасе несколько минут.

### 27 марта2004Джермен Тейлор —Алекс Бунема
- Место проведения:  Олтелл Арена, Литл-Рок, Арканзас, США
- Результат: Победа Тейлора техническим нокаутом в 7-м раунде в 12-раундовом бою.
- Статус: Рейтинговый бой
- Рефери: Роберт Гонсалес
- Время: 2:17
- Вес: Тейлор 72,50 кг; Бунема 72,00 кг
- Трансляция: HBO BAD
- Счёт неофициального судьи: Харольд Ледерман (50—45 Тейлор) — оценки после 5-го раунда.

В марте 2004 года Тейлор вышел на ринг против конголезца Алекса Бунемы. В начале 7-го раунда Тейлор пробил левый крюка в голову. Бунема дрогнул. Тейлор тут же добавил ещё два подряд левых хук в голову. Бунема зашёл в угол. Американец начал его там бомбить ударами. Пропустив серию ударов, Бунема опустился на колено. Он сразу же поднялся. После возобновления Тейлор пробил несколько двоек подряд в челюсть. Конголезец вновь опустился на колени. На этот раз на его лице была гримаса боли. Рефери сразу же прекратил бой. Бунема решение не оспаривал.

### 19 июня2004Джермен Тейлор —Рауль Маркес
- Место проведения:  The Home Depot Center, Карсон, Калифорния, США
- Результат: Победа Тейлора техническим нокаутом в 9-м раунде в 12-раундовом бою.
- Статус: Рейтинговый бой
- Рефери: Джек Рейсс
- Время: 3:00
- Вес: Тейлор 72,6 кг; Маркес 72,3 кг
- Трансляция: HBO BAD
- Счёт неофициального судьи: Харольд Ледерман (80—72 Тейлор) — оценки после 8-го раунда.

В июне 2004 года состоялся бой между Джерменом Тейлором и Раулем Маркесом. Тейлор значительно превосходил противника по количеству и качеству ударов, боксируя на средней дистанции. Маркес уступал ему в росте и в скорости, и не мог сократить дистанцию. В конце 9-го раунда Тейлор провёл несколько серий хуков в голову. Маркес пытался уклонялся от них, но не выдержал натиска и опустился на пол. Он поднялся на счёт 3. После окончания счёта прозвучал гонг. Тренер Маркеса сообщил рефери об отказе продолжать бой. Тейлор победил техническим нокаутом.

### 4 декабря2004Джермен Тейлор —Уильям Джоппи
- Место проведения:  Бартон Колисеум, Литл-Рок, Арканзас, США
- Результат: Победа Тейлора единогласным решением в 12-раундовом бою.
- Статус: Рейтинговый бой
- Рефери: Билл Клэнси
- Счет судей: Дэвид Харрис (120—107), Рассел Накуин (120—107), Гейл Ван Хой (120—107) — все в пользу Тейлора.
- Вес: Тейлор 72,80 кг; Джоппи 72,30 кг
- Трансляция: HBO BAD
- Счёт неофициального судьи: Харольд Ледерман (120—106 Тейлор)

В декабре 2004 года Джермен Тейлор встретился с бывшим чемпионом мира в среднем весе по версии WBA Уильямом Джоппи. Тейлор доминировал весь бой. В конце 5-го раунда Тейлор провел серию ударов по корпусу, а затем левый апперкот в голову. Джоппи оказался в нокдауне. Он сразу же поднялся. Тейлор не смог добить его. По окончании поединка все судьи отдали Тейлору победу с разгромным счётом 120—107.

### 16 июля2005Бернард Хопкинс —Джермен Тейлор
- Место проведения:  ЭмДжиЭм Гранд, Лас-Вегас, Невада, США
- Результат: Победа Тейлора раздельным решением в 12-раундовом бою.
- Статус: Чемпионский бой за титул WBC в среднем весе (8-я защита Хопкинса); чемпионский бой за титул WBA в среднем весе (7-я защита Хопкинса); чемпионский бой за титул IBF в среднем весе (21-я защита Хопкинса); чемпионский бой за титул WBO в среднем весе (2-я защита Хопкинса).
- Рефери: Джей Нейди
- Счет судей: Дуэйн Форд (113—115 Тейлор), Джерри Рот (116—112 Хопкинс), Пол Смит (113—115 Тейлор).
- Вес: Хопкинс 72,60 кг; Тейлор 72,60 кг
- Трансляция: HBO PPV
- Счёт неофициального судьи: Харольд Ледерман (113—115 Тейлор)

В июле 2005 года Джермен Тейлор вышел на бой против абсолютного чемпиона мира в среднем весе Бернарда Хопкинса. Претендент доминировал в начале боя, а чемпион в конце. В равном бою судьи отдали раздельным решением победу Тейлору. Решение было спорным. Эксперты HBO Харольд Ледерман и Ларри Мерчант сочли, что победил претендент. Хопкинс счёл, что победил он. Судья Дуэйн Форд дал последний раунд Тейлору, несмотря на преимущество Хопкина в нём. Комментатор HBO Джим Лэмпли сказал, что если бы Форд дал победу Хопкинсу в 12-м раунде, то была бы ничья.

### 3 декабря2005Джермен Тейлор —Бернард Хопкинс (2-й бой)
- Место проведения:  Мэдисон Сквер Гарден, Нью-Йорк, Нью-Йорк (штат), США
- Результат: Победа Тейлора единогласным решением в 12-раундовом бою.
- Статус: Чемпионский бой за титул WBC в среднем весе (1-я защита Тейлора); чемпионский бой за титул WBA в среднем весе (1-я защита Тейлора); чемпионский бой за титул WBO в среднем весе (1-я защита Тейлора).
- Рефери: Джей Нейди
- Счет судей: Дейв Моретти (115—113), Чак Джиампа (115—113), Патрисия Морс Джарман (115—113) — все в пользу Тейлора.
- Вес: Тейлор 72,10 кг; Хопкинс 72,60 кг
- Трансляция: HBO PPV
- Счёт неофициального судьи: Харольд Ледерман (115—113 Тейлор)

В декабре 2005 года состоялся реванш между Джерменом Тейлором и Бернардом Хопкинсом. Тейлор вновь доминировал в начале боя, а Хопкинс — в конце. На этот раз чемпион получил небесспорную победу уже единогласным решением судей. Мнения экспертов HBO разделились — Харольд Ледерман вновь счёл победителем Тейлора, а Ларри Мерчант посчитал, что бой закончился в ничью. Хопкинс счёл, что победил он.

### 17 июня2006Джермен Тейлор —Рональд Райт
- Место проведения:  ФедЭкс Форум, Мемфис, Теннесси, США
- Результат: Ничья раздельным решением в 12-раундовом бою.
- Статус: Чемпионский бой за титул WBC в среднем весе (2-я защита Тейлора); чемпионский бой за титул WBO в среднем весе (2-я защита Тейлора).
- Рефери: Фрэнк Гарса
- Счет судей: Чак Джиампа (115—113 Тейлор), Рэй Хоукинс (113—115 Райт), Мелвина Лейтэн (114—114).
- Вес: Тейлор 72,60 кг; Райт 72,20 кг
- Трансляция: HBO
- Счёт неофициального судьи: Харольд Ледерман (114—114)

В июне 2006 года Джермен Тейлор вышел на бой Рональда «Уинки» Райта. Тейлор выбрасывал большее количество ударов, но Райт успешно защищался за счёт блока. К концу боя у Тейлора закрылся правый глаз. По окончании поединка мнения судей разделились — была объявлена ничья. Неофициальный судья Ледерман выставил счёт 114—114. Ничья получилась и у комментатора Ларри Мерчанта. Недовольный вердиктом судей, Райт покинул ринг, не дав послематчевого интервью телеканалу HBO.

### 9 декабря2006Джермен Тейлор —Кассим Оума
- Место проведения:  Олтел Арена, Норт-Литл-Рок, Арканзас, США
- Результат: Победа Тейлора единогласным решением в 12-раундовом бою.
- Статус: Чемпионский бой за титул WBC в среднем весе (3-я защита Тейлора); чемпионский бой за титул WBO в среднем весе (3-я защита Тейлора).
- Рефери: Фрэнк Гарса
- Счет судей: Джэк Вудбёрн (118—110), Том Казмарек (117—111), Сержио Сильви (115—113) — все в пользу Тейлора.
- Вес: Тейлор 72,30 кг; Оума 72,00 кг
- Трансляция: HBO

В декабре 2006 года Тейлор вышел на ринг против бывшего чемпиона в 1-м среднем весе Кассима Оумы. Ожидалось, что здоровенный Тейлор без труда нокаутирует претендента. Однако чемпион провозился все 12 раундов.

### 19 мая2007Джермен Тейлор —Кори Спинкс
- Место проведения:  ФедЭкс Форум, Мемфис, Теннесси, США
- Результат: Победа Тейлора раздельным решением в 12-раундовом бою.
- Статус: Чемпионский бой за титул WBC в среднем весе (4-я защита Тейлора); чемпионский бой за титул WBO в среднем весе (4-я защита Тейлора).
- Рефери: Майк Ортега
- Счет судей: Дик Флахерти (111—117 Спинкс), Майкл Перник (115—113 Тейлор), Гейл Ван Хой (117—111 Тейлор).
- Вес: Тейлор 72,50 кг; Спинкс 72,50 кг
- Трансляция: HBO
- Счёт неофициального судьи: Харольд Ледерман (116—114 Тейлор)

В мае 2007 года Тейлор встретился с бывшим чемпионом в полусреднем и 1-м среднем весе спойлером Кори Спинксом. В этом бою также ожидался нокаут. Но на этот раз Тейлор и вовсе одолел противника раздельным решением судей.

### 29 сентября2007Джермен Тейлор —Келли Павлик
- Место проведения:  Боардуолк Холл, Атлантик-Сити, Нью-Джерси, США
- Результат: Победа Павлика техническим нокаутом в 7-м раунде в 12-раундовом бою.
- Статус: Чемпионский бой за титул WBC в среднем весе (5-я защита Тейлора); чемпионский бой за титул WBO в среднем весе (5-я защита Тейлора).
- Рефери: Стив Смогер
- Счет судей: Джидо Каваллери (59—54), Глен Фелдман (58—55), Джули Ледерман (58—55) — все в пользу Тейлора.
- Время: 2:14
- Вес: Тейлор 72,10 кг; Павлик 72,30 кг
- Трансляция: HBO
- Счёт неофициального судьи: Харольд Ледерман (56—57 Павлик)

В сентябре 2007 года Тейлор вышел на бой против обязательного претендента, нокаутера Келли Павлика. Обычно пассивный Тейлор вопреки обыкновению принял атакующий бой Павлика. Во 2-м раунде Тейлор после затяжной комбинации послал Павлика в нокдаун. Он был близок к тому, чтобы добить претендента. Однако, рефери Стив Смогер позволил Павлику продержаться до гонга. После этого Павлик перехватил инициативу. В 7-м раунде претендент, пользуясь преимуществом в росте, начал доставать джебом и кроссом чемпиона. Ближе к концу раунда он зажал Тейлора в углу, и начал его избивать. Через несколько секунд Тейлор беспомощно рухнул. Смогер остановил бой, не открывая счёт.

### 16 февраля2008Келли Павлик —Джермен Тейлор (2-й бой)
- Место проведения:  ЭмДжиЭм Гранд, Лас-Вегас, Невада, США
- Результат: Победа Павлика единогласным решением в 12-раундовом бою.
- Статус: Рейтинговый бой
- Рефери: Тони Уикс
- Счет судей: Гленн Троубридж (116—112), Дейв Моретти (117—111), Патрисия Морс Джармен (115—113) — все в пользу Павлика.
- Вес: Павлик 74,40 кг; Тейлор 74,40 кг
- Трансляция: HBO PPV
- Счёт неофициального судьи: Харольд Ледерман (115—113 Павлик)

В феврале 2008 года состоялся 2-й бой между Джерменом Тейлором и Келли Павликом. Бой проходил во 2-м среднем весе, поэтому на кону не стояли никакие титулы. Павлик весь бой атаковал, а Тейлор работал 2-м номером. По итогам 12-ти раундов судьи единогласным решением объявили победителем Келли Павлика. Комментатор HBO Ларри Мерчант насчитал 116—112 в пользу Павлика.

### 15 ноября2008Джермен Тейлор —Джефф Лейси
- Место проведения:  Вандербилт Юниверсити Мемориал Гимнасиум, Нэшвилл, Теннесси, США
- Результат: Победа Тейлора единогласным решением в 12-раундовом бою.
- Статус: Отборочный бой за титул WBC во 2-м среднем весе.
- Рефери: Лоуренс Коул
- Счет судей: Джозеф Пасуале (118—110), Орен Шелленбергер (119—109), Гейл Ван Хой (119—109) — все в пользу Тейлора.
- Вес: Тейлор 76,1 кг; Лейси 75,9 кг
- Трансляция: HBO
- Счёт неофициального судьи: Харольд Ледерман (119—109 Тейлор)

После двух поражений от Павлика, Тейлор поднялся во второй средний вес. В ноябре 2008 года состоялся отборочный бой за звание чемпиона мира во 2-м среднем весе по версии WBC между Джерменом Тейлором и Джеффом Лейси. Тейлор доминировал во всех компонентах: он был быстрее и значительно точнее в атаках. В начале 5-го раунда Лейси провёл правый хук в голову противника. Тейлор упал на канвас, но сразу же поднялся. Рефери не счёл это нокдауном. Комментаторы HBO удивились этому решению. Лейси попытался добить противника, но Тейлор при каждой атаке входил в клинч. По итогам поединка все судьи с разгромным счётом отдали победу Джермену Тейлору.

### 25 апреля2009 годаДжермен Тейлор —Карл Фроч
Место проведения:  Foxwoods Resort Casino, Ledyard, Коннектикут, США
- Результат: Победа Фроча техническим нокаутом в 12-м раунде 12-раундового боя.
- Статус: Бой за титул WBC во 2-м среднем весе (1-я защита Фроча).
- Трансляция: HBO

25 апреля состоялся бой между Тейлором и Фрочем за звание чемпиона мира по версии WBC во втором среднем весе. Используя преимущество в скорости и мастерстве Тейлор контролировал начало боя. В третьем раунде Тейлор достал Фроча хуком справа и отправил британца в первый в его карьере нокдаун. Тейлор доминировал первые 9 раундов. Ближе к концу боя Фроч смог совершить «камбэк» и оставить за собой 10-й и 11-й раунды. В 12-м раунде британец провел хук справа и отправил Тейлора на канвас. Тот поднялся, Фроч сразу же зажал американца у канатов и успел всадить несколько ударов до того как рефери решил остановить бой. Фрочу была присуждена победа техническим нокаутом. Перед последним раундом 2 судьи отдавали победу Тейлору со счетом 106—102 и один судья с таким же счетом Фрочу.

### 17 октября2009 годаАртур Абрахам—Джермен Тейлор
- Место проведения:  О2 World Arena, Берлин, Германия
- Результат: Победа Абрахама нокаутом в 12-м раунде 12-раундового боя.
- Статус: 1-й бой турнира «Super Six World Boxing Classic» в средней весовой категории.
- Рефери: Хосе Гвадалупе Гарсия
- Счет: 105—103, 107—102 и 106—102 (в пользу Абрахама) — после 11-го раунда.
- Время: 2:50
- Трансляция: Showtime

В первом поединке в рамках турнира «Super Six World Boxing Classic» Джермен Тейлор встретился с бывшим чемпионом мира в среднем весе, непобедимым Артуром Абрахамом. Вплоть до 6 раунда шёл довольно равный бой, однако ближе к концу поединка Тейлор начал снижать активность. Это кончилось тем, что в самом конце 12 раунда, американец пропустил очень сильный правый кросс и упал в тяжелейший нокаут. После этого боя, Тейлор окончил свою боксёрскую карьеру.

## Возвращение
30 декабря 2011 года, Тейлор нокаутировал в 8 раунде американца Джесси Никлоу. В апреле 2012 года, Тейлор победил Кэлеба Труэкса. В 9 раунде Труэкс послал Тейлора в нокдаун. Джермен смог подняться и довести бой до конца.

### 8 октября2014 годаСэм Солиман—Джермен Тейлор
- Место проведения:  Beau Rivage Resor Casino Biloxi , Миссисипи, США
- Результат: Победа Тейлора единогласным решением в 12-раундовом бою.
- Статус: Чемпионский бой за титул IBF в среднем весе (1-я защита Солимана).
- Рефери: Билл Клэнси
- Счет: Фред III Steinwinder (116—111), Альфредо Поланко (115—109), Дэвид Таранто (116—109) — все в пользу Тейлора.
- Время: 3:00
- Трансляция: Showtime

8 октября октября в Билокси (штат Миссисипи) состоялся вечер профессионального бокса, в главном поединке которого Сэм Солиман (44-12, 18 KO) проводил защиту титула чемпиона мира в среднем весе по версии IBF от притязаний Джермейна Тейлора (33-4-1, 20 KO). По итогам встречи победу единогласным решением судей одержал Тейлор, ставший новым чемпионом IBF. Счёт судейских записок 116—111, 115—109 и 116—109. По ходу встречи Тейлор четыре раза отправлял своего оппонента в нокдаун — в седьмом, восьмом, девятом и одиннадцатом раундах. В результате первого нокдауна 40-летний Солиман травмировал левую ногу, вследствие чего его передвижения по рингу в оставшейся части поединка были затруднены.

## Проблемы с законом
Из-за неоднократного совершения уголовных преступлений в феврале 2015 года Тейлор лишён титула чемпиона мира в средней весовой категории по версии IBF.